# Spray River (Neuseeland)
Der Spray River ist ein Fluss in der Region Marlborough auf der Südinsel von Neuseeland.

## Geographie
Der Spray River entspringt an der Nordwestflanke der bis zu 1714 m hohen Gebirgskette der Hillersden Corner. Das Quellgebiet liegt außerdem rund 1,6 km südsüdwestlich des bis zu 1820 m hohen Gipfels des Pudding. Auf der Hälfte seiner Strecke fließt der Spray River bevorzugt in nordnordöstliche Richtung, um dann den Rest seines Weges bevorzugt in nördliche Richtung zu fließen. Nach rund insgesamt 32 km Flussverlauf mündet der Spray River schließlich als rechter Nebenfluss in den Waihōpai River.